# Renmarkstorget

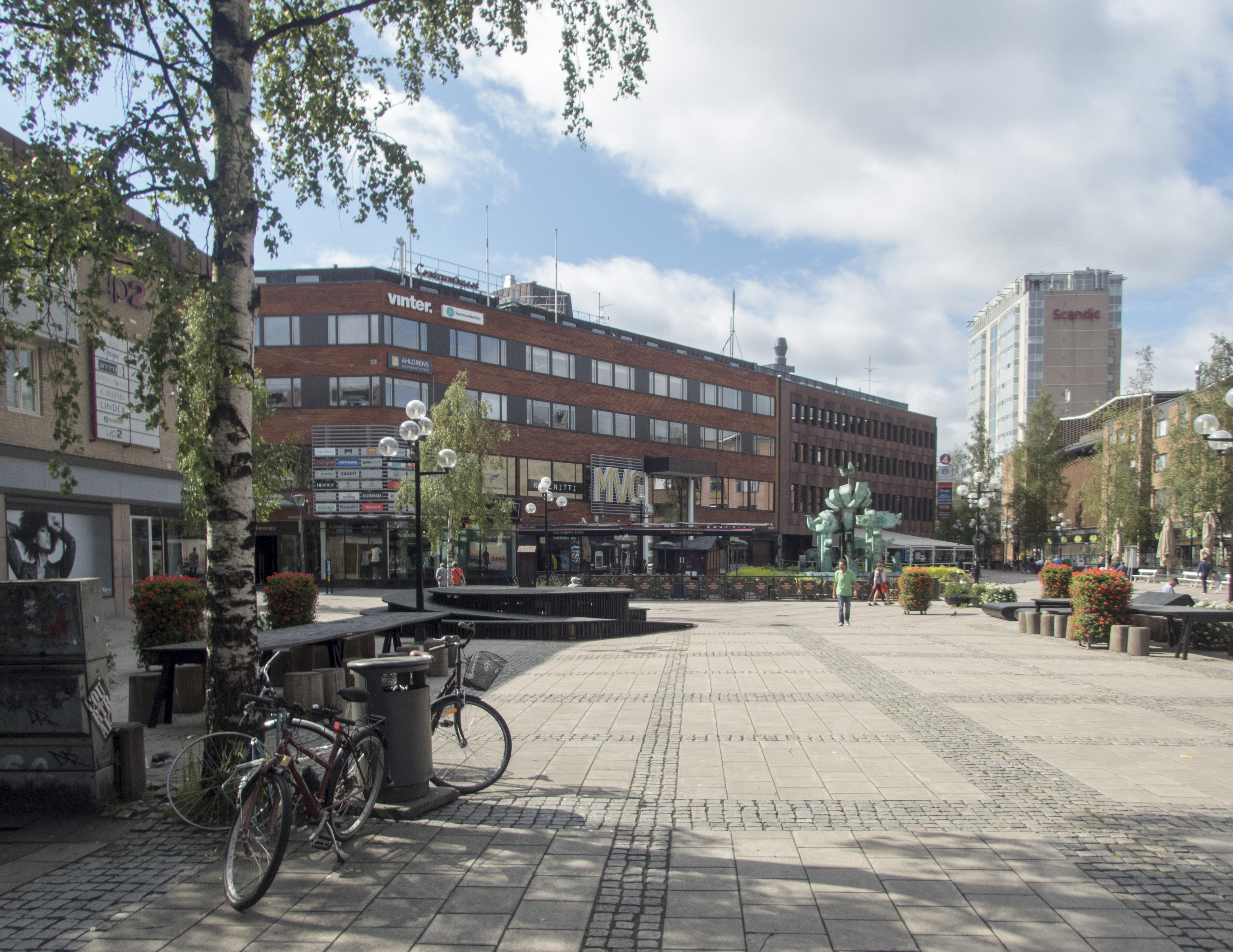
Renmarkstorget, med Centrumhuset till vänster och Scandic Hotel Plaza i bakgrunden.

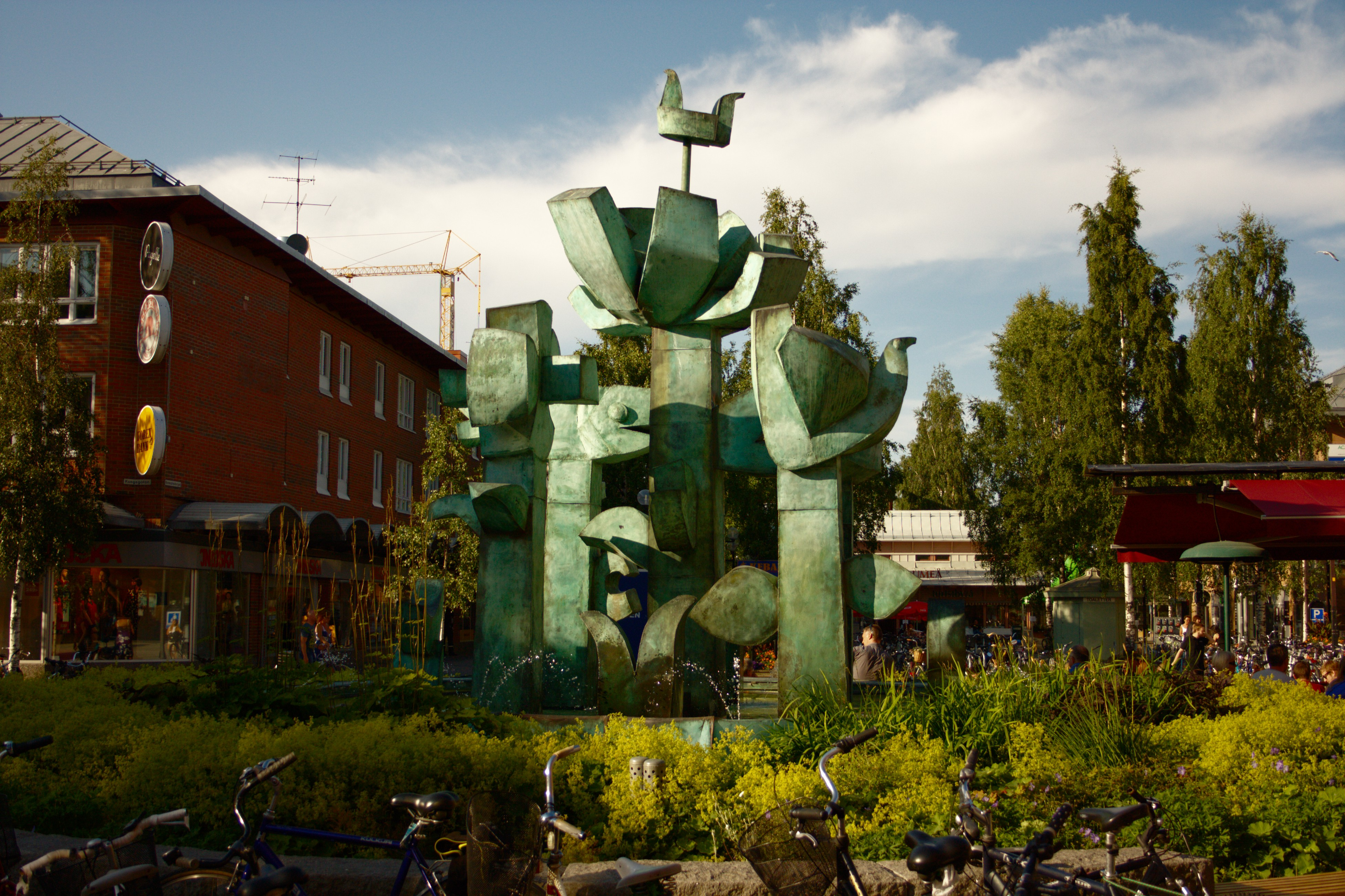
Fontänen Fontänskulptur placerad i mitten av Renmarkstorget, ritad av Stig Lindberg 1976.

Renmarkstorget (tidigare Renmarksbäcken och Renmarksesplanaden) är ett torg i centrala Umeå som kantas av butiker, restauranger, pubar och bostäder. Torget är avlångt i nord-sydlig riktning mellan Storgatan och Skolgatan samt genomkorsas av Kungsgatan som i centrum är en gågata i öst-västlig riktning.

## Historia
Renmarksbäcken, även kallad Fattighusbäcken efter det då närliggande fattighuset, var en bäck med utlopp i Umeälven som utgjorde den västra gränsen för Umeå stadskärna fram till dess att Renmarksesplanaden byggdes på 1890-talet. Idag är bäcken helt kulverterad.
Bäcken rann i en ravin med rik växtlighet och avvattnade Myrängen som låg norr om Umeå, i dagens Haga. Bäcken hade två broar; Storbron korsade bäcken vid Storgatan och Lillbron vid Rådhusgatan – en numera överbyggd gata som på den tiden gick mellan och parallellt med Storgatan och Kungsgatan. Broarna var byggda av trä, men 1861 blev Storbron en järnbro, ritad av major Claes Adolf Adelsköld.
Vid stadsbranden 1888, då merparten av Umeå stad brann ner, stoppade bäcken eldens spridning västerut, vilket räddade bebyggelsen på bland annat stadsdelen Malmen. 

### Kulverteringen
I 1889 års stadsplan för Umeå hade Renmarksbäcken rätats och försetts med strandgator men 1890 bestämdes det att bäcken skulle kulverteras och en cirka 36 meter bred esplanad, Renmarksesplanaden, ordnades på dess plats. Kulverten var lagd av "tuktad" gråsten med en invändig höjd av 1,63 meter, största bredd 1,3 meter och längd på 410 meter. Kulvertens botten följde bäckens botten och var lagd på ett underlag av dubbelt timmer. Entreprenadsumman år 1890 var 39 490 kronor. 1972 ersattes kulverten av en ny med måtten 3,2 gånger 2,8 meter på 7 meters djup. Den nya kulverten byggdes för dagvatten och avloppsvatten samt rymde el- och telekablar. Kostnaden för den nya kulverten var 2,3 miljoner kronor.

## Nutid
De byggnader som i dag vetter mot torget uppfördes mellan början av 1960-talet och 1980-talets mitt. Centrumhuset, ritat av Erik Thelaus 1960, utgör den vinklade sydöstra sidan av torget.
1984 färdigställdes Renmarkstorget, en omdaning av esplanaden till ett torg som sträcker sig mellan Storgatan och Skolgatan. Renmarkstorgets östra sida, som inte ligger vinkelrätt mot gatorna, följer bäckens sträckning än i dag.

## Fotnoter
1. ↑  Steckzén, sidan 438
2. 1 2  Boberg, Kurt (2 juni 1972). ”Renmarksbäckens kulvert kostade 39 490 kr 1890”. Västerbottens-Kuriren. Läst 6 november 2016.
3. ↑  Arkitekturguiden, sidan 94